# Gastrinopa xylistis
Gastrinopa xylistis là một loài bướm đêm trong họ Geometridae.